# Municipio de Page (Minnesota)
El municipio de Page (en inglés: Page Township) es un municipio ubicado en el condado de Mille Lacs en el estado estadounidense de Minnesota. En el año 2010 tenía una población de 743 habitantes y una densidad poblacional de 8,01 personas por km².

## Geografía
El municipio de Page se encuentra ubicado en las coordenadas 45°51′28″N 93°42′39″O / 45.85778, -93.71083. Según la Oficina del Censo de los Estados Unidos, el municipio tiene una superficie total de 92.76 km², de la cual 92,01 km² corresponden a tierra firme y (0,81 %) 0,75 km² es agua.

## Demografía
Según el censo de 2010, había 743 personas residiendo en el municipio de Page. La densidad de población era de 8,01 hab./km². De los 743 habitantes, el municipio de Page estaba compuesto por el 96,64 % blancos, el 0,27 % eran afroamericanos, el 0,54 % eran amerindios, el 0,81 % eran de otras razas y el 1,75 % eran de una mezcla de razas. Del total de la población el 0,81 % eran hispanos o latinos de cualquier raza.